# Henry Wellesley, VI duca di Wellington
Henry Valerian George Wellesley, VI duca di Wellington (Londra, 14 luglio 1912 – Salerno, 16 settembre 1943), è stato un nobile e militare inglese.

## Biografia
Wellington era figlio di Arthur Wellesley, V duca di Wellington e di Lilian Maud Glean Coats, figlia di Lord Glentaner. La sua carriera militare ebbe inizio nel 1935 col grado di sottotenente  nel Duke of Wellington's Regiment (West Riding).
Morì tragicamente all'età di 31 anni il 16 settembre 1943 per le ferite ricevute sul campo di battaglia mentre guidava un gruppo di Commando e venne sepolto nel cimitero britannico di guerra Salerno War Cemetery, presso Montecorvino Pugliano, in Italia. All'epoca della sua morte egli aveva raggiunto il grado di capitano ed era al comando di un troop (unità minore dei British Commandos) nel No. 2 Commando, comandato dal tenente colonnello 'Mad' Jack Churchill.
Sia il No 2 che il No 41 Commando dei Royal Marines vennero impiegati nello sbarco di Salerno. I due commando operarono nell'area di Vietri sul Mare, ad ovest di Salerno, a due miglia da Mercatello, a sud est di Salerno, dove i tedeschi mantenevano forti postazioni difensive. Durante il giorno 16 settembre, il No 2 Commando si spostò nella valle vicino al villaggio di Piegolelle con l'intento di conquistare una posizione sopraelevata denominata dai britannici 'Pimple Hill'. Nelle prime ore del giorno i tedeschi avevano inviato delle forze leggere a rafforzare 'Pimple Hill'. Assaltando la collina, i reparti di commando vennero esposti al fuoco nemico. Il duca fu tra i caduti colpiti da una posizione di mitragliatrici Spandau.
Dal momento che egli morì senza eredi e che era l'unico figlio di suo padre, venne succeduto nei titoli da suo zio, Lord Gerald Wellesley. Sua sorella Anne gli succedette come settima duchessa di Ciudad Rodrigo.

## Ascendenza
|                                         |              |                    | Genitori                      |  |  | Nonni |  |  | Bisnonni          |  |  | Trisnonni                              |  |
|                                         |              |                    |                               |  |  |       |  |  | Charles Wellesley |  |  | Arthur Wellesley, I duca di Wellington |  |
|                                         |              |                    |                               |  |  |       |  |  | Charles Wellesley |  |  | Arthur Wellesley, I duca di Wellington |  |
|                                         |              | Catherine Pakenham |                               |  |  |       |  |  | Charles Wellesley |  |  |                                        |  |
| Arthur Wellesley, IV duca di Wellington |              |                    |                               |  |  |       |  |  | Charles Wellesley |  |  |                                        |  |
|                                         |              | Augusta Pierrepont | Henry Pierrepont              |  |  |       |  |  |                   |  |  |                                        |  |
|                                         |              | Augusta Pierrepont | Henry Pierrepont              |  |  |       |  |  |                   |  |  |                                        |  |
|                                         |              | Augusta Pierrepont | Sophia Cecil                  |  |  |       |  |  |                   |  |  |                                        |  |
| Arthur Wellesley, V duca di Wellington  |              | Augusta Pierrepont |                               |  |  |       |  |  |                   |  |  |                                        |  |
|                                         |              | Robert Williams    | Robert Williams, IX baronetto |  |  |       |  |  |                   |  |  |                                        |  |
|                                         |              | Robert Williams    | Robert Williams, IX baronetto |  |  |       |  |  |                   |  |  |                                        |  |
|                                         |              | Robert Williams    | Anne Hughes                   |  |  |       |  |  |                   |  |  |                                        |  |
| Kathleen Williams                       |              | Robert Williams    |                               |  |  |       |  |  |                   |  |  |                                        |  |
|                                         |              | Mary Anne Geale    | Piers Geale                   |  |  |       |  |  |                   |  |  |                                        |  |
|                                         |              | Mary Anne Geale    | Piers Geale                   |  |  |       |  |  |                   |  |  |                                        |  |
|                                         |              | Mary Anne Geale    | …                             |  |  |       |  |  |                   |  |  |                                        |  |
| Henry Wellesley, VI duca di Wellington  |              | Mary Anne Geale    |                               |  |  |       |  |  |                   |  |  |                                        |  |
|                                         | Thomas Coats | James Coats        |                               |  |  |       |  |  |                   |  |  |                                        |  |
|                                         | Thomas Coats | James Coats        |                               |  |  |       |  |  |                   |  |  |                                        |  |
|                                         | Thomas Coats | Catherine Mitchell |                               |  |  |       |  |  |                   |  |  |                                        |  |
| George Coats, I barone Glentanar        | Thomas Coats |                    |                               |  |  |       |  |  |                   |  |  |                                        |  |
|                                         |              | Margaret Glen      | Thomas Glen                   |  |  |       |  |  |                   |  |  |                                        |  |
|                                         |              | Margaret Glen      | Thomas Glen                   |  |  |       |  |  |                   |  |  |                                        |  |
|                                         |              | Margaret Glen      | Janet Fulton                  |  |  |       |  |  |                   |  |  |                                        |  |
| Lilian Maud Coats                       |              | Margaret Glen      |                               |  |  |       |  |  |                   |  |  |                                        |  |
|                                         |              | James Black        | Adam Black                    |  |  |       |  |  |                   |  |  |                                        |  |
|                                         |              | James Black        | Adam Black                    |  |  |       |  |  |                   |  |  |                                        |  |
|                                         |              | James Black        | Isabella Tait                 |  |  |       |  |  |                   |  |  |                                        |  |
| Margaret Lothian Black                  |              | James Black        |                               |  |  |       |  |  |                   |  |  |                                        |  |
|                                         |              | Charlotte Lothian  | Maurice Lothian               |  |  |       |  |  |                   |  |  |                                        |  |
|                                         |              | Charlotte Lothian  | Maurice Lothian               |  |  |       |  |  |                   |  |  |                                        |  |
|                                         |              | Charlotte Lothian  | Margaret Black                |  |  |       |  |  |                   |  |  |                                        |  |
|                                         |              | Charlotte Lothian  |                               |  |  |       |  |  |                   |  |  |                                        |  |